# Тео Ленгьел
Теобальд Брукс «Тео» Ленгьел (англ. Theobald Brooks Lengyel; род. 30 сентября 1969 года, Юрика, штат Калифорния) — американский музыкант венгерского происхождения, более известный как один из основателей американской экспериментальной рок группы Mr. Bungle. Тео играл в группе на саксофонах и клавишных начиная с первой демозаписи группы The Raging Wrath of the Easter Bunny 1986 года вплоть до своего ухода из группы. Тео покинул группу в 1996 году после тура в поддержку второго студийного альбома Disco Volante. В отличие от всех участников Mr. Bungle Теобальд Ленгьел не играл в сторонних проектах; последний раз когда он играл вне группы — это релиз японской нойз-рок-группы Melt-Banana под названием Charlie (1998). По словам бас-гитариста Тревора Данна: «Мы единодушно решили обойтись без него, потому что он не рос вместе с остальной частью группы в творческом плане, и мы больше не могли иметь с ним дело. Он обозлился на нас, и я не слышал о нём с тех пор».
2 января 2024 года Лендьел был арестован и обвинен в убийстве первой степени в округе Санта-Крус, Калифорния.

## Дискография
Mr. Bungle
- The Raging Wrath of the Easter Bunny (1986)
- Bowl of Chiley (1987)
- Goddammit I Love America!!!$ɫ!! (1988)
- OU818 (1989)
- Mr. Bungle (1991)
- Disco Volante (1995)

Melt-Banana
- Charlie (1998)